# Valéry Giscard d'Estaing
Valéry René Marie Georges Giscard d'Estaing, comunemente chiamato Giscard o designato con le sue iniziali VGE (pronuncia AFI: [valeʁi ʒiskaʁ dɛstɛ̃]; Coblenza, 2 febbraio 1926 – Authon, 2 dicembre 2020), è stato un politico francese.
È stato Presidente della Repubblica francese dal 27 maggio 1974 al 21 maggio 1981. Pur essendo europeista convinto, non condivise il progetto federalista di Trattato detto Penelope redatto su iniziativa del Presidente della Commissione europea Romano Prodi: Giscard d'Estaing promuoveva per l'Europa una "terza via" tra l'Europa federale e l'Europa degli Stati. Dal 2002 al 2003 è stato il presidente della Convenzione europea, il cui progetto di Trattato costituzionale fallì a seguito del referendum negativo francese e olandese.
Ispettore delle finanze di professione, è stato eletto deputato nel Puy-de-Dôme dal 1956. Sotto la presidenza del generale de Gaulle, è stato Segretario di Stato per le finanze (1959-1962), quindi ministro delle finanze e degli affari economici (1962-1966). Ha poi espresso le sue riserve sul governo gollista, in particolare nel referendum del 1969. Sotto la presidenza di Georges Pompidou dal 1969 al 1974, ha assunto nuovamente la carica di ministro dell'economia e delle finanze. Quindi presiede la Federazione Nazionale dei Repubblicani e degli Indipendenti (FNRI), che è la seconda componente della maggioranza di destra.
Candidato alle elezioni presidenziali nel 1974, elimina al primo turno il gollista Jacques Chaban-Delmas e vince nel secondo turno contro il candidato dell'Unione della sinistra, François Mitterrand. A 48 anni, è il più giovane presidente dal 1848. Promuove una "società liberale avanzata", fa votare l'abbassamento della maggiore età civile ed elettorale, la depenalizzazione dell'aborto, estendendo il diritto di deferimento al Consiglio costituzionale e fine della tutela della televisione pubblica. La sua politica internazionale è caratterizzata dal rafforzamento della costruzione europea e dal coinvolgimento militare della Francia nella battaglia di Kolwezi in Zaire e l'operazione Caban nell'Impero Centrafricano.
Durante lo sviluppo del progetto del treno ad alta velocità (TGV) e rilanciando l'industria nucleare, affronta difficoltà economiche, i Trenta Gloriosi finiscono. Nel 1976, dopo le dimissioni di Jacques Chirac, nominò primo ministro l'economista Raymond Barre, perseguendo una politica di rigore fino alla fine dei suoi sette anni. Il suo conservatorismo in materia di immigrazione contrasta con la sua immagine di liberale in altre aree. Sebbene la sua maggioranza di destra abbia vinto le elezioni parlamentari del 1978 ed è stata a lungo rieletta per un secondo mandato, è stato sconfitto da François Mitterrand nelle elezioni presidenziali del 1981, principalmente a causa della riluttanza del RPR di Jacques Chirac a sostenerlo.
Successivamente, è in particolare vice e presidente del consiglio regionale dell'Alvernia. Eletto presidente dell'Unione per la Democrazia Francese (UDF), è uno dei principali leader dell'opposizione al potere socialista. Un forte sostenitore della costruzione europea, è un membro del Parlamento europeo e presidente della Convenzione sul futuro dell'Europa. Nel 2004, si è ritirato dalla politica per sedersi nel Consiglio costituzionale, di cui è stato membro a pieno titolo e a vita come ex presidente della Repubblica. Diventa nel 2017 il presidente della Repubblica francese con la maggiore longevità.
Autore di numerosi saggi e romanzi, è stato ammesso all'Accademia di Francia nel 2003.

## Biografia

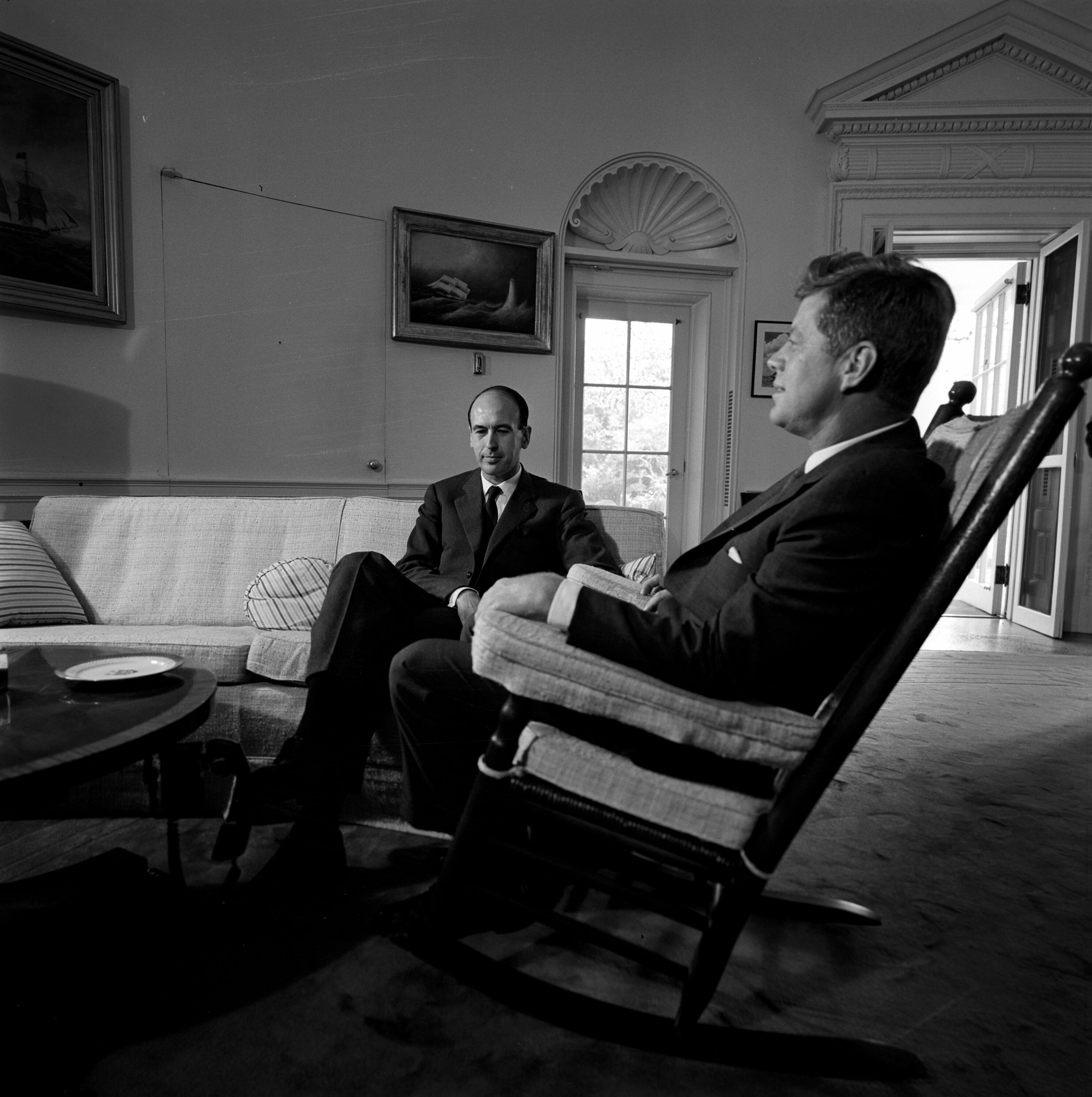
Giscard d'Estaing quando era Ministro delle finanze insieme al presidente Kennedy

### Famiglia e istruzione
Valéry Giscard d'Estaing è nipote acquisito di Anne Léonie Cécile Carnot, discendente del noto generale e politico Lazare Carnot, capositipite dell'omonima famiglia. 
Il capostipite della famiglia Giscard, François, era di religione calvinista, e svolgeva la professione di commerciante e aveva sposato nel 1632 Marguerite Aymar (1609-1692), figlia di Pierre Aymar, o Meymar, e Jeanne Guyot.
Suo padre, Jean Edmond Lucien Giscard d'Estaing (1894-1982), è stato un alto funzionario di banca che al momento della nascita di Valéry si trovava in missione nella Repubblica di Weimar. Compie studi brillanti a Parigi, frequentando i licei Janson-de-Sailly e Louis-le-Grand, l'École polytechnique e l'École nationale d'administration. La madre, Marthe Clémence Jacqueline Marie "May" Bardoux (1901-2003), era la figlia del deputato Achille Octave Marie "Jacques" Bardoux (1874-1959) e di Geneviève Georges-Picot (1874-1959). Il bisnonno materno, Agénor Bardoux (1829-1897) era un politico e scrittore e aveva sposato Clémence Villa (1847-1939), figlia di Achille Villa (1818-1901), grosso banchiere, nonché presidente della camera di commercio e sindaco di Millau.
Da diciottenne partecipa a qualche azione della Resistenza francese e dopo la liberazione di Parigi nell'agosto 1944 è inquadrato nell'esercito francese impegnato a combattere le ultime settimane di guerra contro i nazisti.

### Primi incarichi politici

#### Ministro dell'economia
Ispettore delle finanze dal 1952, consigliere ufficioso, quindi consigliere tecnico e poi vice direttore di gabinetto di Edgar Faure, ministro delle Finanze e presidente del consiglio tra il 18 giugno 1954 e il 24 gennaio 1956.
Eletto deputato all'Assemblée nationale nel 1956 per il Centre national des indépendants et paysans (CNI), una formazione di centrodestra. È nominato sottosegretario alle Finanze nel governo formato il 18 ottobre 1957 da Antoine Pinay, che tuttavia non ottiene l'investitura dell'Assemblée nationale. Rieletto deputato nel 1958, è favorevole all'avvento della Quinta Repubblica francese. Segretario di Stato alle Finanze dal 1959 al 1962. È ministro delle Finanze e degli Affari economici dal 1962 al 1966 e dell'Economia e delle Finanze dal 1969 al 1974, diventando in pratica l'uomo forte dell'economia francese. Nel 1966 esce dal CNI - da cui aveva già incominciato a prendere le distanze dal 1962 - e fonda il movimento dei Républicains Indipéndents (RI), d'ispirazione liberale.

#### Il distacco da De Gaulle
Nel 1966, escluso dal governo, incomincia a prendere le distanze dal presidente della Repubblica Charles de Gaulle e, in occasione del referendum indetto da quest'ultimo per il 27 aprile 1969, avente come oggetto la riforma del Senato e delle Regioni, si schiera nettamente per il "no", che sarà infatti prevalente costringendo l'ormai anziano capo dello Stato a dimettersi all'indomani della consultazione.

### Presidente della Repubblica

#### La marcia verso l'Eliseo

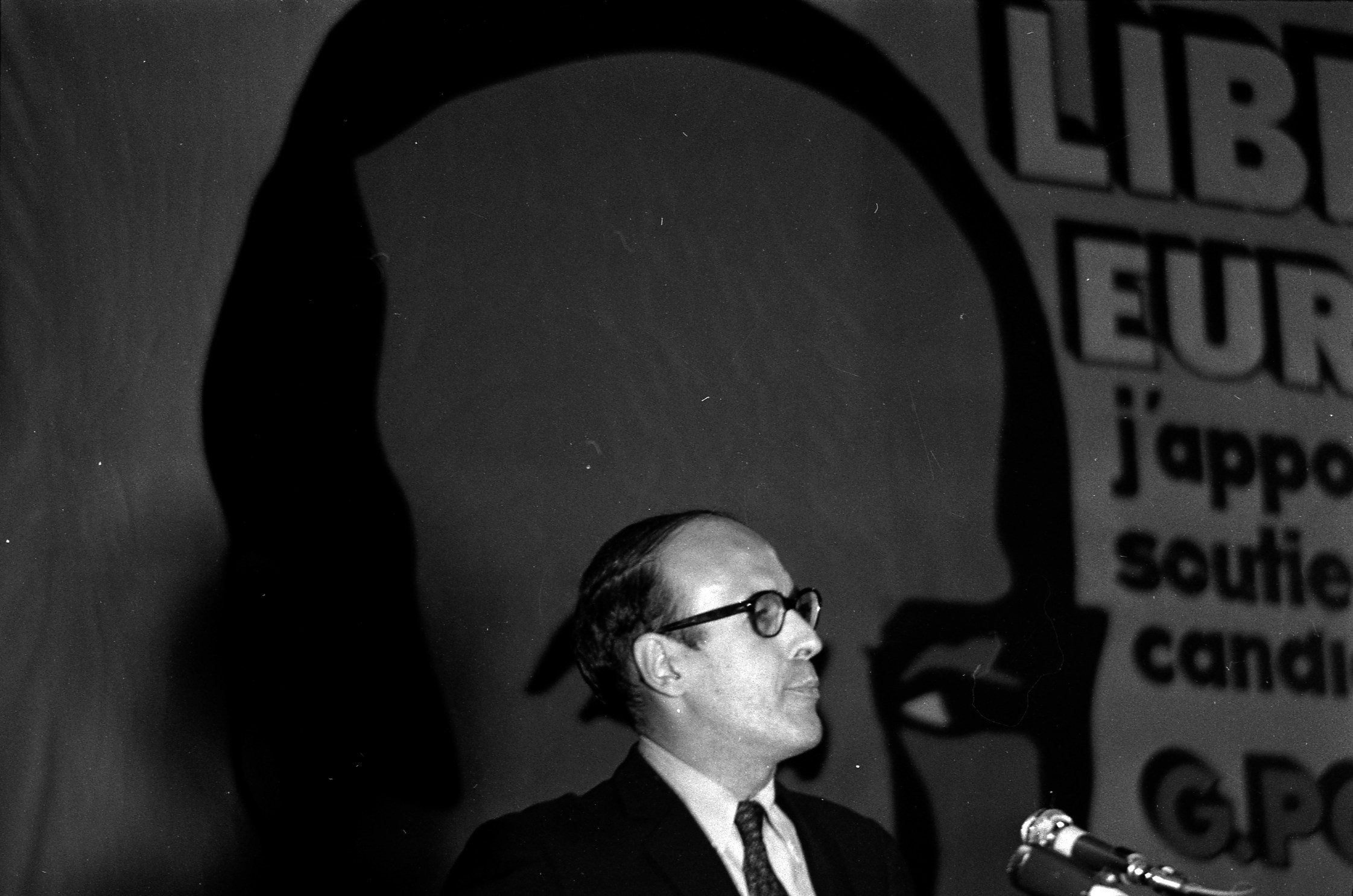
Comizio di Valéry Giscard d'Estaing a Tolosa, 20 maggio 1969

Alle elezioni presidenziali del 1969 appoggia la candidatura di Georges Pompidou, che una volta eletto presidente della Repubblica richiamerà Giscard al governo affidandogli il ministero dell'Economia e delle Finanze. Giscard asseconda la linea economica promossa da Pompidou, che mira a favorire in tutti i modi il processo di industrializzazione della Francia e la piena occupazione, ma affronta blandamente la galoppante inflazione. In occasione di un rimpasto del governo di Pierre Messmer, nel marzo 1973 Giscard è promosso al rango di ministro di Stato. Pochi giorni dopo la morte di Pompidou, avvenuta in corso di mandato il 2 aprile 1974, si candida alle elezioni presidenziali presentandosi come l'espressione dello schieramento liberale, estraneo alle idee golliste. La sua candidatura ha immediatamente l'effetto di spaccare il centrodestra: in rotta con i "baroni del gollismo", il ministro dell'Interno Jacques Chirac dichiara che voterà per Giscard, e insieme con lui 39 deputati e tre membri del governo appartenenti al suo partito. Con l'effetto di spiazzare il candidato ufficiale del partito gollista, l'ex Primo ministro Jacques Chaban-Delmas, già indebolito da una campagna di stampa diffamatoria e da alcuni errori tattici. Dal suo canto, Giscard sperimenta per la prima volta una campagna presidenziale all'americana, e anche grazie al suo aspetto giovanile riesce a "bucare" perfettamente il teleschermo.
Al primo turno, Giscard conquista il 32,6% dei voti, andando al ballottaggio con François Mitterrand che ha il 43,2% dei voti. Chaban-Delmas raccoglie solo il 15,1%, ed è quindi escluso. Al dibattito televisivo che precede il secondo turno Giscard ha la meglio sul candidato socialista, grazie anche a una frase memorabile assestata alla sprovvista: "Lei, signor Mitterrand, non ha il monopolio del cuore". Il 19 maggio, giorno del ballottaggio, Giscard vince di misura con il 50,8% dei voti. A 48 anni, è il più giovane presidente della Quinta Repubblica francese, primato battuto successivamente solo da Emmanuel Macron (eletto a 39 anni nel 2017).

#### Il "cambiamento nella continuità"

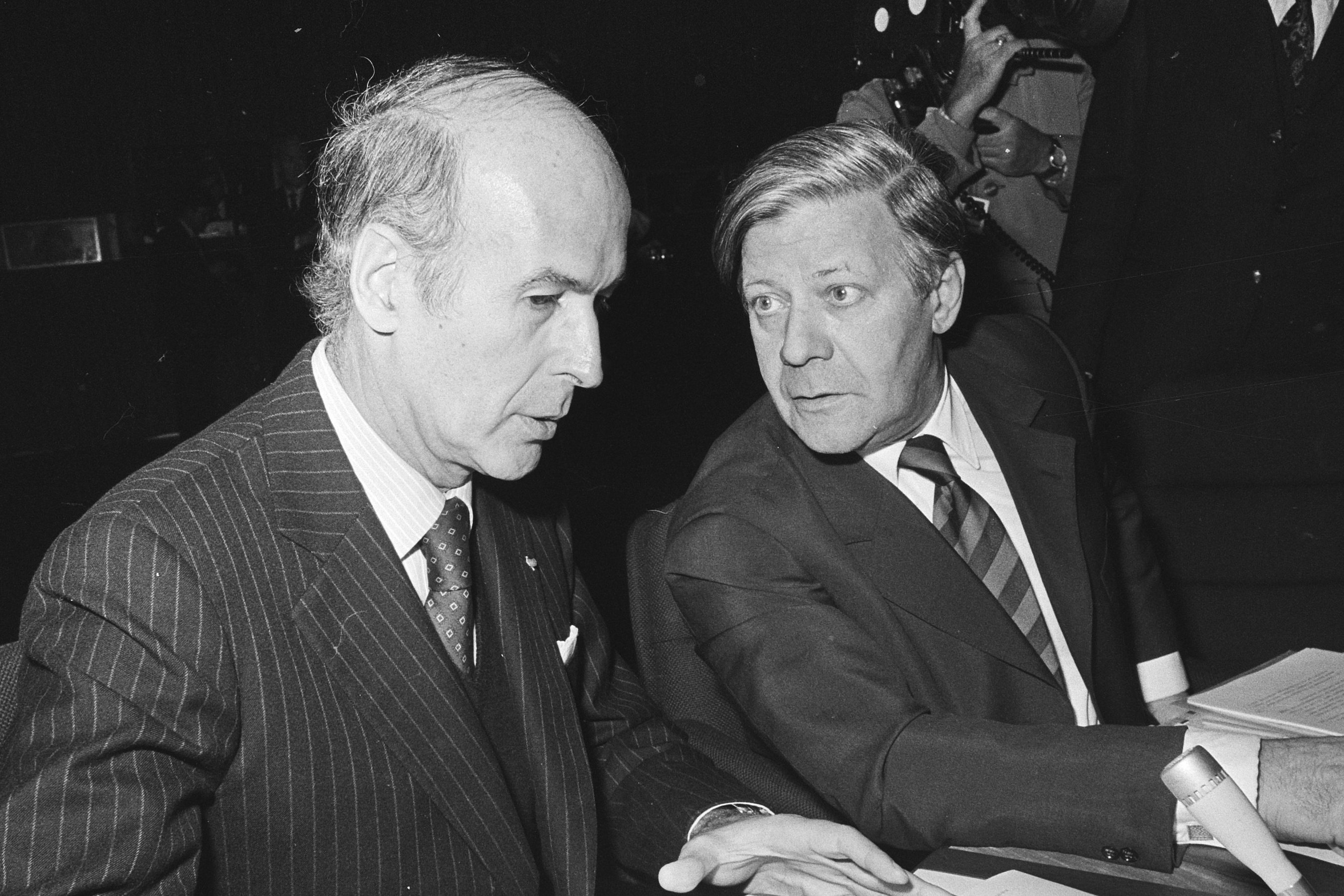
Gistard d'Estaing insieme al cancelliere Helmut Schmidt

Il 27 maggio 1974, una volta insediatosi all'Eliseo, Giscard si sdebita con Jacques Chirac nominandolo Primo ministro. Ma i rapporti fra i due finiscono per deteriorarsi. Chirac si dimette sbattendo la porta il 25 agosto 1976, ed è sostituito dall'economista liberale Raymond Barre. 

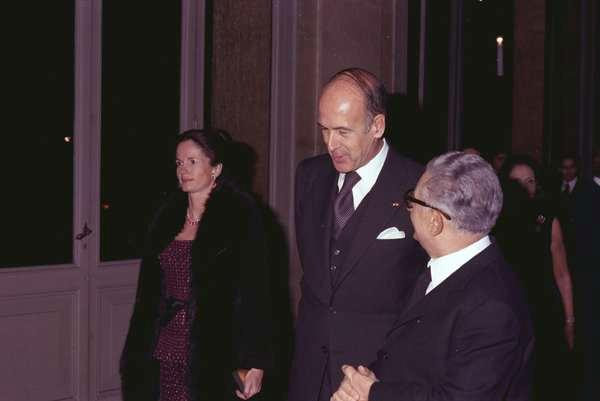
Valéry Giscard d'Estaing e la moglie Anne insieme al presidente Giovanni Leone nel 1975

Giscard, consapevole di essere stato eletto per un'incollatura, soprattutto nel corso dei primi dodici mesi del suo settennato cerca di stemperare il clima conservatore della Francia dell'epoca adottando dei provvedimenti di stampo progressista (il changement dans la continuité) e accettando il confronto diretto con i maggiori rappresentanti dell'opposizione (la décrispation). Due donne dalla forte personalità entrano a far parte del governo: Simone Veil e Françoise Giroud. La maggiore età è abbassata da 21 a 18 anni, le possibilità di chiedere il divorzio sono ampliate, l'adulterio è depenalizzato ed con la legge Veil è legalizzato l'aborto. Sono unificati gli studi medi (il "college unique"). Sono resi più incisivi i poteri delle due Camere, con l'istituzione della seduta detta delle domande al governo ("séance de questions au Gouvernement") e della possibilità attribuita a un gruppo formato da almeno 60 deputati o senatori di impugnare le leggi appena approvate e non ancora promulgate davanti al Consiglio costituzionale. E a far parte di questo organismo, chiama l'eminente costituzionalista Georges Vedel, rompendo la tradizione che dal 1958 vedeva la nomina di uomini politici di provata fede gollista. Parigi è dotata di uno statuto speciale, che prevede il ripristino dopo un secolo della carica di sindaco (le prime elezioni si terranno nel 1977, venendo vinte proprio da Jacques Chirac, suo ex primo ministro). E uno dei primi atti di Giscard presidente, è di raccomandare al governo di porre un freno alla realizzazione nella capitale di uffici, grattacieli e autostrade urbane. Sono finanziati i lavori del TGV Parigi-Lione, che sarà inaugurato il 27 settembre 1981 dal suo successore François Mitterrand.

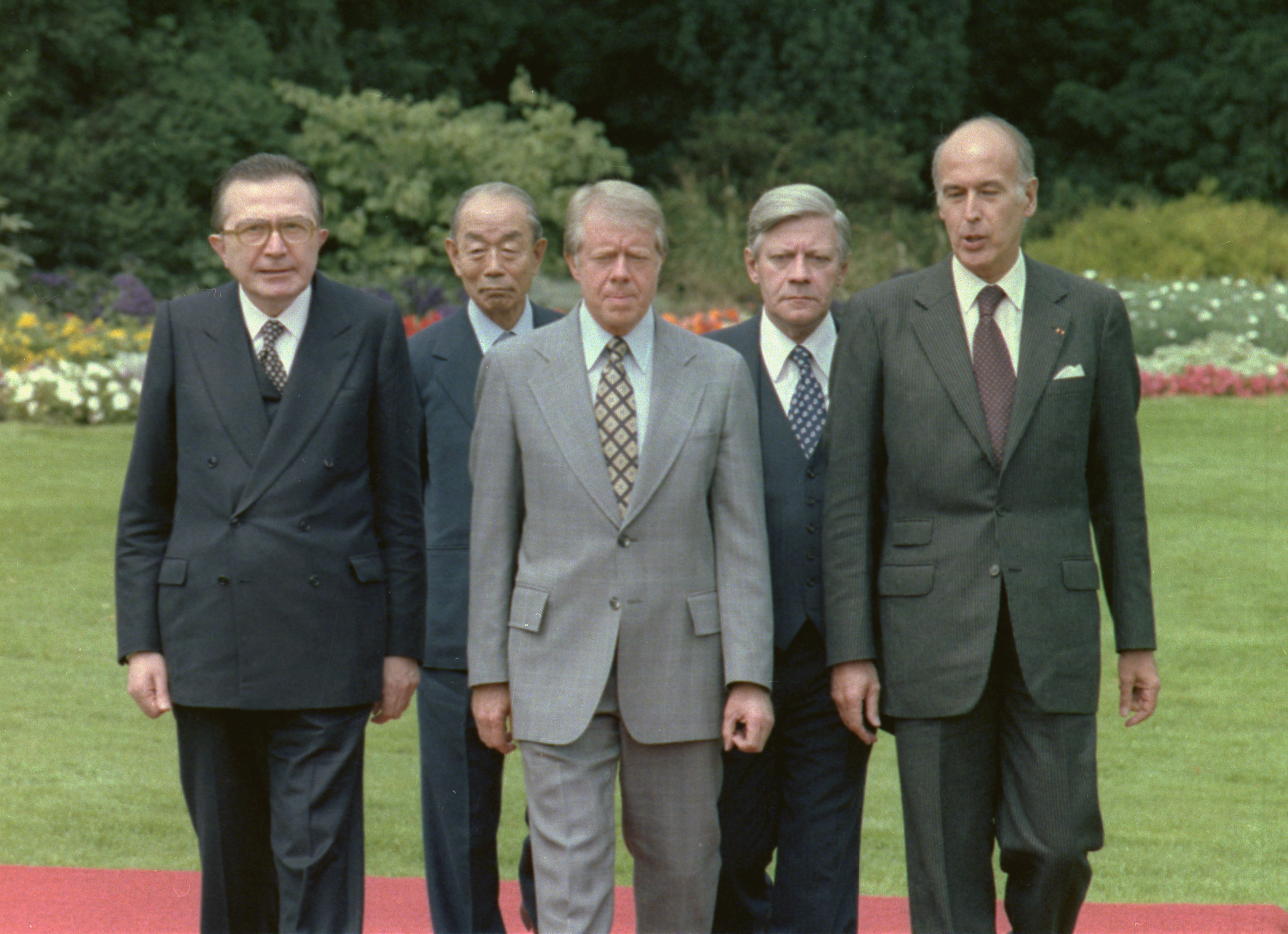
Da sinistra Giulio Andreotti, Takeo Fukuda, Jimmy Carter, Helmut Schmidt e Valéry Giscard d'Estaing all'incontro del G7 a Bonn nel 1978

Europeista convinto da sempre, è su suo impulso se dal 1979 il Parlamento europeo è eletto a suffragio universale. Promuove l'istituzione del Consiglio d'Europa e la nascita della moneta unica (con Helmut Schmidt condivide la paternità dell'ECU). Grazie alle sue competenze nel campo economico e alla sua padronanza delle lingue straniere, Giscard tiene sempre banco nel corso dei primi summit fra i paesi più industrializzati del mondo (i G6, divenuti in seguito G7 e poi G8), organismo di cui è promotore nel novembre 1975. Per attenuare la sua apparenza di tecnocrate freddo e altezzoso, non esita ad adottare espedienti di carattere demagogico come, ad esempio, quello di accettare gli inviti a pranzo da parte di comuni cittadini. Risale al suo settennato l'organizzazione di una festa per migliaia di invitati nei giardini dell'Eliseo ogni 14 luglio, tradizione che sarà sospesa nel 2010 da Nicolas Sarkozy. Arriva al punto da pilotare personalmente l'elicottero presidenziale, e a volte lascia nottetempo la sua abitazione privata, forse per recarsi ad appuntamenti galanti (in una di queste occasioni la sua automobile sarà coinvolta in un incidente automobilistico avvenuto alle prime ore dell'alba).
Ma il suo settennato è messo a dura prova dalla crisi economica internazionale innescata dalle due successive crisi petrolifere: la prima, scoppiata nel 1973, alla fine del settennato interrotto di Georges Pompidou, e la seconda esplosa nel 1979. Con la nomina di Barre, la linea economica del governo muta di rotta, passando dal dirigismo al liberalismo, sia pure temperato da una politica di rigore volta alla stabilizzazione del franco. All'interno, il finire delle "années Giscard" (anni Giscard) è caratterizzato da alcune morti mai sufficientemente chiarite: il misterioso suicidio del ministro del lavoro Robert Boulin e l'assassinio di due ex ministri, Jean de Broglie (tra l'altro lontanamente imparentato con la moglie di Giscard) e Joseph Fontanet. Non mancheranno gli episodi terroristici: il 3 ottobre 1980 un attentato alla sinagoga della rue Copernic a Parigi provoca 3 morti e 46 feriti. In quell'occasione, sia Giscard sia Barre commettono dei passi falsi: il primo astenendosi dal recarsi sul luogo dell'attentato e il secondo, giunto sul posto, rendendo una dichiarazione maldestra alla stampa.

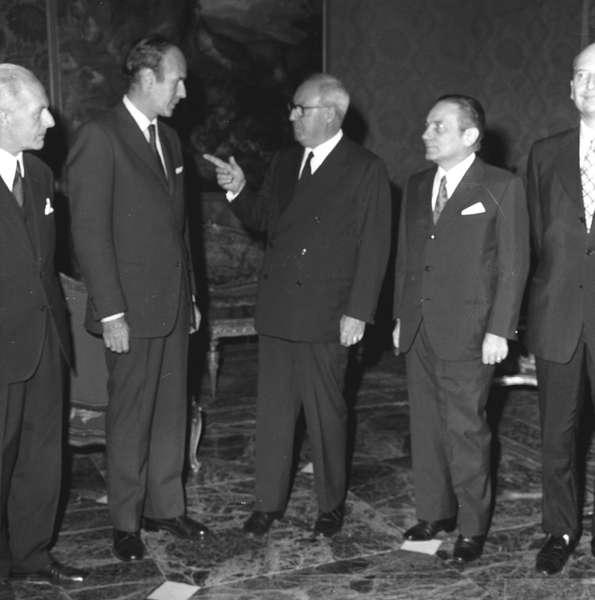
Giscard d'Estaing insieme al presidente Giuseppe Saragat nel 1971

#### La pena di morte
Quella di Giscard d'Estaing è l'ultima presidenza francese nel corso della quale è applicata la pena di morte. In tre casi su sette, Giscard respinge la richiesta di grazia presentata dai legali del condannato. E così tra il 1976 e il 1977, durante il suo mandato, hanno luogo le ultime esecuzioni per ghigliottinamento in luogo chiuso al pubblico. Nel contempo Giscard - che nel corso della campagna per le presidenziali del 1974 aveva manifestato pubblicamente la sua avversione per la pena capitale - costituisce nel 1977 un comitato di riflessione, affidandone la presidenza ad Alain Peyrefitte. Il gruppo di lavoro elaborerà un disegno di legge nel quale è prevista, tra l'altro, l'abolizione della pena di morte. Tuttavia, quando nel marzo del 1977 lo stesso Peyrefitte è nominato guardasigilli, la soluzione abolizionistica è ritirata dal provvedimento.

#### La sconfitta del 1981
Non riuscirà a farsi rieleggere alle presidenziali del 1981. Da una parte, è l'obiettivo di una campagna spesso violenta di stampa che gli rimprovera, fra l'altro, il gusto un po' antiquato per le forme protocollari e l'incauta frequentazione dell'ex dittatore centrafricano Bokassa. Il secondo argomento sarà ripreso durante la campagna elettorale dai militanti dei suoi principali contendenti. Dall'altra, al primo turno si trova come avversario, oltre a un agguerrito François Mitterrand, il suo ex Primo ministro Jacques Chirac. Dall'autunno del 1978, infatti, quest'ultimo conduce una guerra senza quartiere contro Giscard e il Primo ministro Barre.
Il 26 aprile, al primo turno, Giscard ha il 28,3% dei voti e il candidato socialista il 25,8%. Chirac, con il suo 17,9%, non riesce a entrare nel ballottaggio, tuttavia si attiverà per provocare una forte erosione di consensi ai danni del presidente uscente. Giscard afferma di avere la certezza che, grazie all'azione sotterranea degli uomini di Chirac, al secondo turno una frangia consistente dell'elettorato neo-gollista avrebbe riversato i suoi voti su Mitterrand, con l'effetto di far pendere la bilancia a favore di quest'ultimo. Tale versione dei fatti è stata confermata da Raymond Barre in un libro-intervista uscito poco prima della sua scomparsa.
Chirac - che poco prima delle elezioni presidenziali si era incontrato segretamente con Mitterrand - al momento in cui sono resi noti i risultati del primo turno dichiara che voterà per Giscard "a titolo personale", con un tono di una tale freddezza da suonare come un'aperta presa di distanza nei riguardi del presidente uscente.

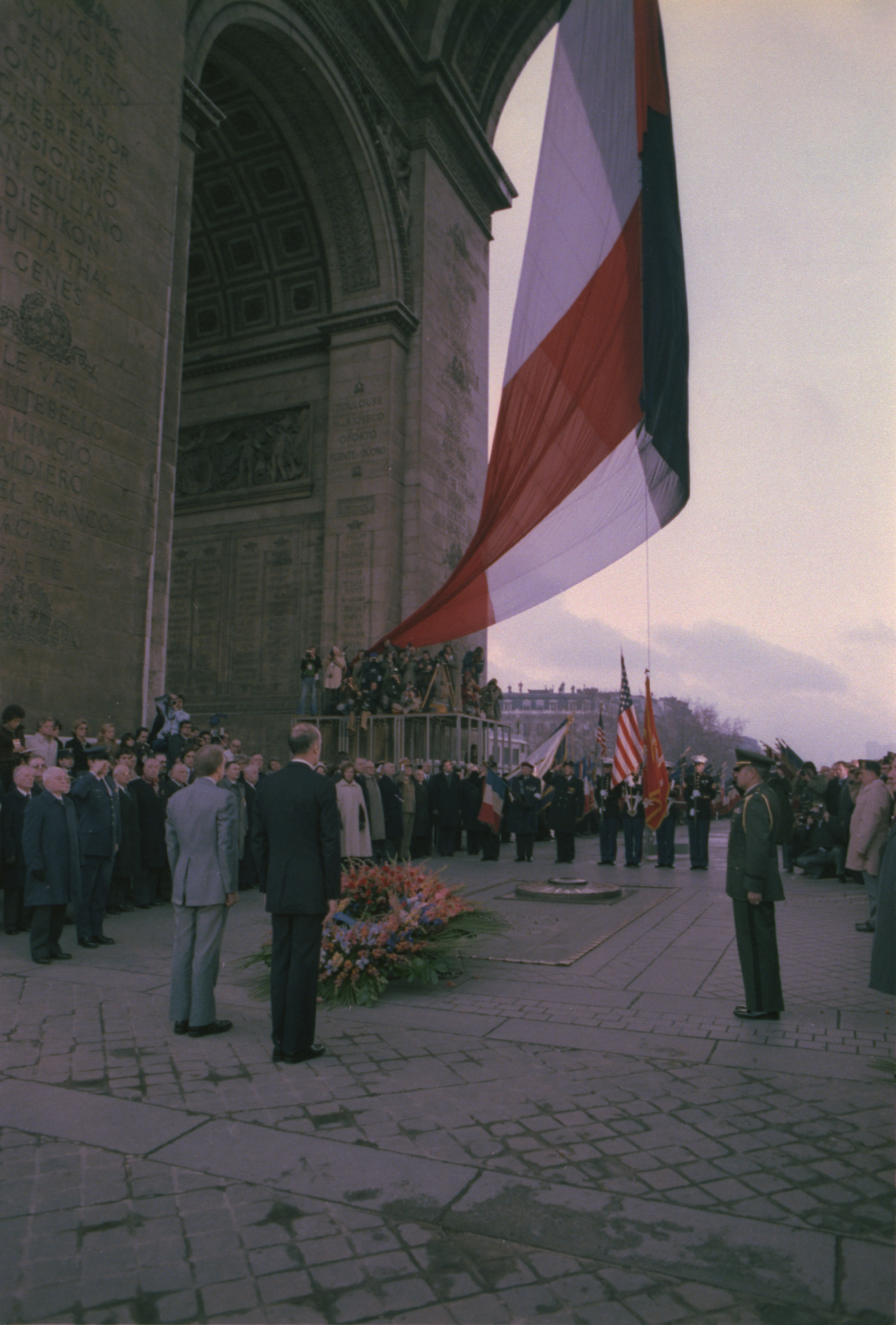
Il presidente Giscard d'Estaing insieme a Jimmy Carter presso la tomba del milite ignoto all'Arco di Trionfo

Questa volta, nel faccia-a-faccia televisivo è Mitterrand ad avere la meglio. Il 10 maggio, i risultati del ballottaggio confermeranno le previsioni degli ultimi sondaggi: Mitterrand conquista il 51,8% dei voti battendo Giscard che ha il 48,2% dei voti.
La trasmissione del suo commiato dall'Eliseo - con l'auspicio che "la Provvidenza vigili sulla Francia" e la telecamera fissa circa un minuto sulla sedia da lui lasciata vuota - fu definita "la messinscena della partenza e del vuoto che ne segue".

### Dopo l'Eliseo

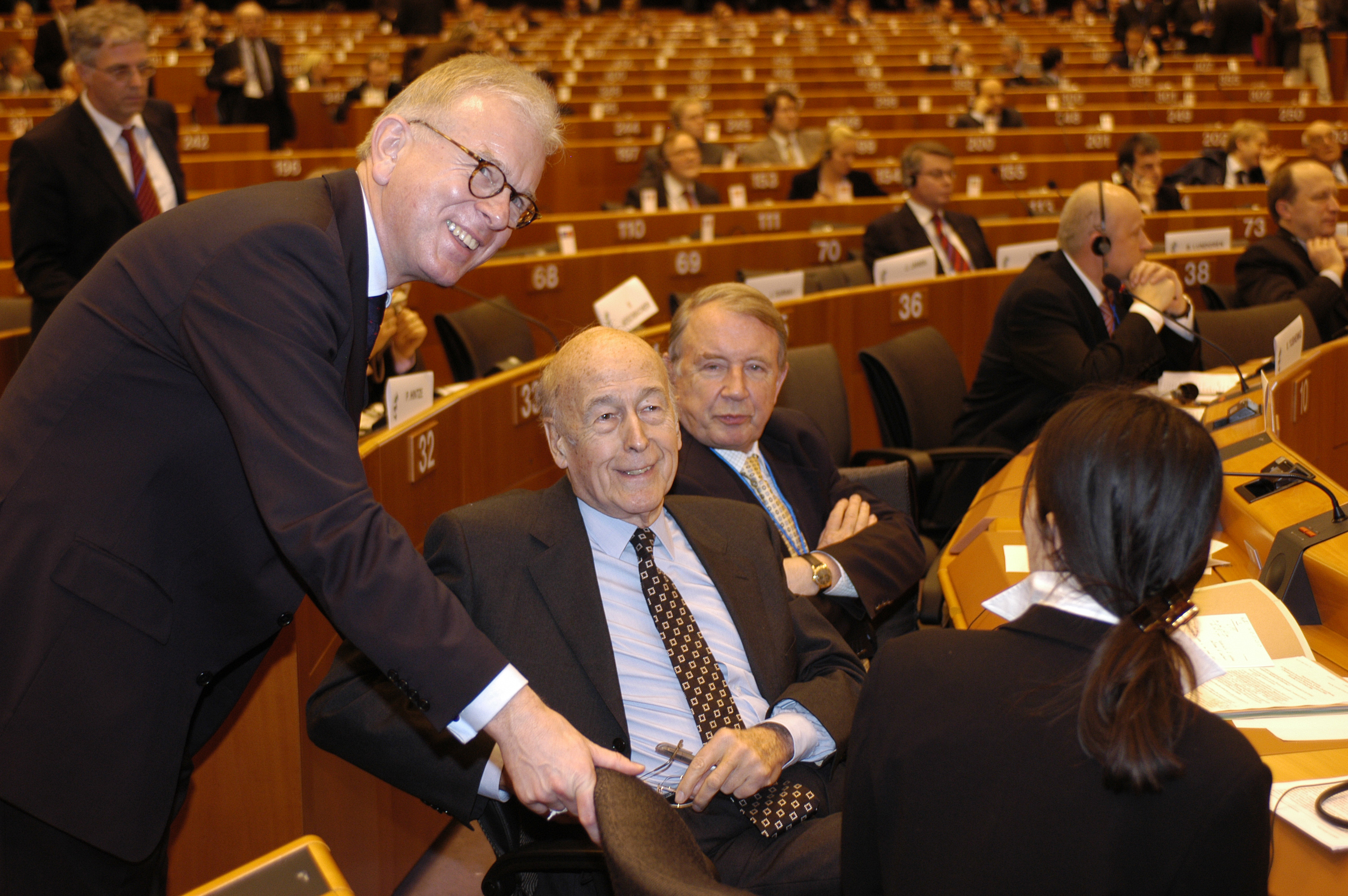
Valéry Giscard d'Estaing nel 2004, a un congresso del Partito Popolare Europeo (PPE) a Bruxelles

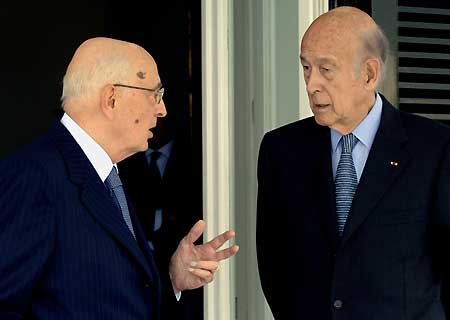
Giscard d'Estaing a colloquio col Presidente della Repubblica Italiana, Giorgio Napolitano, 20 giugno 2006

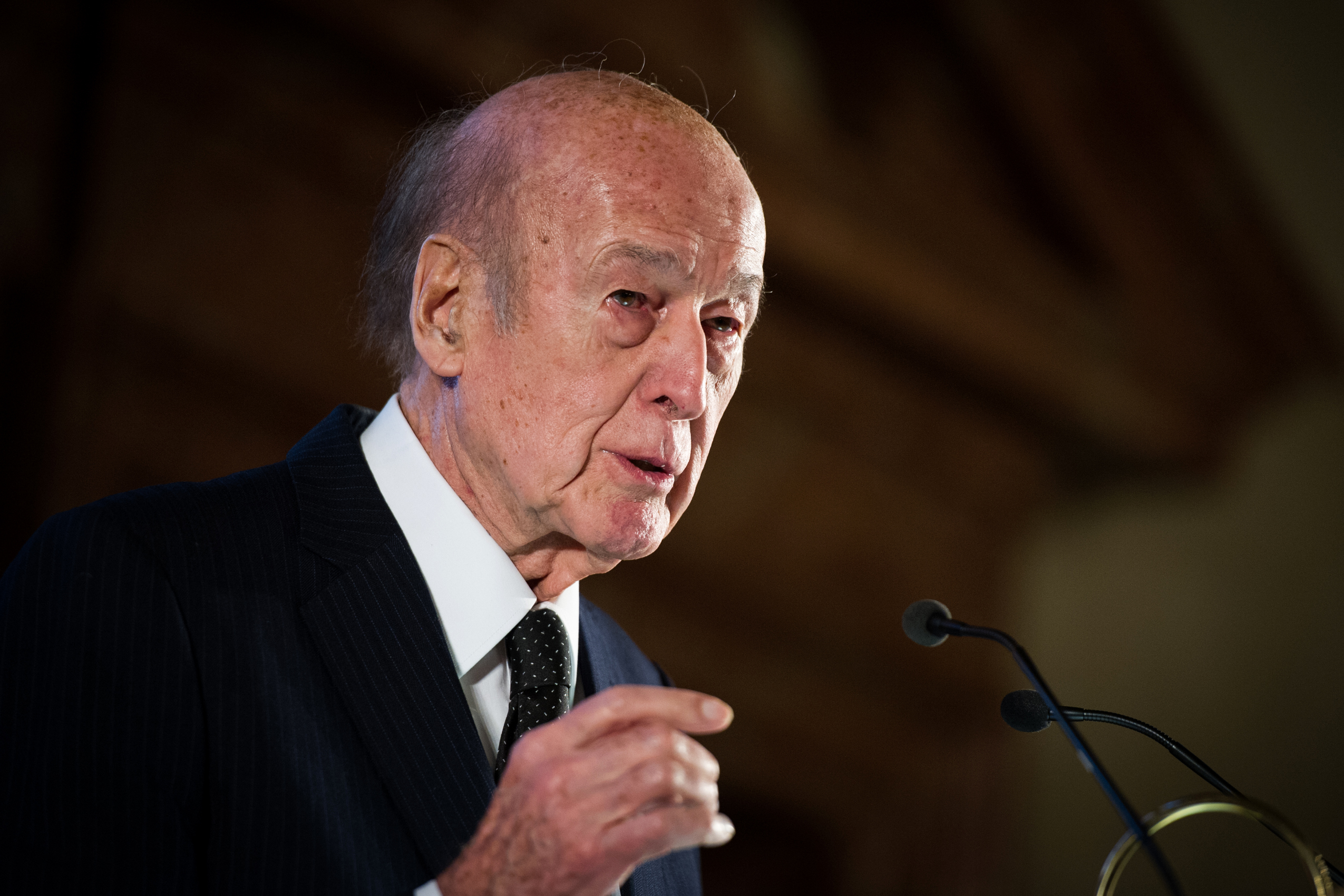
Giscard d'Estaing alla 50ª Conferenza sulla Sicurezza di Monaco di Baviera nel 2014

Dopo una prima fase in cui si discosta dalla politica dedicandosi ai viaggi all'estero, riprende l'attività politica nel 1982, partecipando a tribune televisive e presentandosi alle elezioni per il consiglio generale del Puy-de-Dôme. Nel 1984 è eletto all'Assemblée nationale in occasione di una suppletiva. Nel 1986, rieletto deputato, presenta la sua candidatura all'elezione a presidente dell'Assemblée nationale confidando nei voti di tutto il centrodestra, ma è costretto a ritirarla allorché la componente della maggioranza, il RPR, decide di votare per Jacques Chaban-Delmas.
Nel corso del primo settennato di François Mitterrand (1981-1988), diventa un consigliere occulto del presidente della Repubblica, che non ha mai fatto mistero della grande stima che nutre nei confronti del suo predecessore. Nel marzo 1986, in occasione della formazione del primo governo di coabitazione guidato da Jacques Chirac, declina l'offerta di diventare ministro degli Esteri, e lo stesso Mitterrand, contrario alla presenza di capi partito in un governo espressione dello schieramento politico a lui ostile, è restio a sottoscrivere tale nomina.
Il 1º dicembre 1986 è al fianco di Mitterrand alla cerimonia d'inaugurazione a Parigi del Museo d'Orsay. L'apertura del cantiere per la riconversione della Stazione d'Orsay in un museo dedicato all'arte della seconda metà del XIX secolo, infatti, è una decisione presa da Giscard, come anche la scelta di Gae Aulenti come principale progettista. Appartiene alla presidenza Giscard anche la concezione della Cité des sciences et de l'industrie alla Villette, anch'essa inaugurata nel 1986 da Mitterrand.
Deputato all'Assemblée nationale dal 1984, nel 1989 si dimette per incompatibilità con il triplo mandato (è anche deputato europeo e presidente della sua Regione). Rieletto deputato nel 1993 e 1997, non si ripresenta alla elezioni legislative del 2002 cedendo il collegio elettorale a uno dei figli.
Fu presidente della commissione Esteri dell'Assemblée nationale dal 1987 al 1989 e dal 1993 al 1997, e parlamentare europeo dal 1989 al 1993.
Presidente del Consiglio regionale dell'Alvernia dal 1986, è rieletto nel 1992 e nel 1998, ma nel 2004 è battuto dal candidato socialista. Nel 1995 tenta di farsi eleggere sindaco del capoluogo Clermont-Ferrand, ma senza successo.
Dal 1988 al 1995 è presidente dell'Unione per la Democrazia Francese (UDF), formazione politica fondata nel 1978 su suo impulso a cui aderiscono i partiti liberali e quelli centristi.
Alla vigilia delle elezioni presidenziali del 1988 Giscard non si ripresenta, ma sostiene, seppur senza entusiasmo, la candidatura del suo ex Primo ministro Raymond Barre. Dal suo canto, Mitterrand fa di Giscard il suo candidato a Primo ministro nell'eventualità di una sua rielezione all'Eliseo. L'ipotesi è successivamente scartata giacché Mitterrand, riconfermato presidente della Repubblica per altri sette anni, preferisce sciogliere l'Assemblea nazionale e indire le elezioni anticipate, che vedranno l'affermazione (sia pure di stretta misura) di una maggioranza a lui favorevole.
Negli ultimi mesi del 1992, approssimandosi le elezioni legislative previste per il marzo dell'anno successivo, e in vista di una maggioranza schiacciante all'insieme dei partiti centristi e di quelli di destra all'Assemblée nationale, Mitterrand domanda all'allora ministro Bernard Tapie di sondare Giscard su una sua eventuale disponibilità a guidare un governo di coabitazione. I risultati elettorali confermano la previsione della vittoria del centrodestra, tuttavia Mitterrand preferirà nominare Primo ministro l'esponente del RPR Édouard Balladur.
Alle elezioni presidenziali del 1995 Giscard appoggia la candidatura di Jacques Chirac, e in occasione di quelle del 2007 e del 2012 dichiara di votare per Nicolas Sarkozy.
Il 4 febbraio 2011, il presidente della Repubblica Sarkozy lo incarica di presiedere una commissione di dieci esperti, con il compito di stabilire la destinazione dell'Hôtel de la Marine a Place de la Concorde.
Dal 2002 è presidente del comitato consultivo dell'agenzia Fitch. Dal 2009 è presidente onorario del think tank Atomium Culture. In Italia, è presidente onorario del comitato TEBE (Tutela enti lasciti benefici).

### Presidente della Convenzione europea
Da quando ha lasciato la presidenza della Repubblica nel 1981, Giscard non ha più rivestito cariche istituzionali. Alle elezioni presidenziali del 1995 negozia il suo sostegno alla candidatura di Jacques Chirac in cambio della nomina a un importante incarico europeo. E infatti, nel dicembre 2001 è designato alla presidenza della Convenzione europea. Lo scopo di questa Convenzione è di unificare i diversi trattati europei e creare una bozza di costituzione. Il testo finale è messo a punto nel 2003, e quindi firmato a Roma dai capi di Stato e di governo dei paesi dell'Unione europea nell'ottobre 2004. Ma il voto contrario del 55% dei francesi al referendum del 29 maggio 2005 sulla ratifica, oltre a seppellire la costituzione europea, è uno smacco per Giscard. Il Trattato di Lisbona del 2007 riprenderà in gran parte le disposizioni della costituzione.
Nel 2002, rilevando le forti differenze culturali, dichiara pubblicamente la sua decisa contrarietà all'entrata della Turchia nell'UE, sostenendo che un suo eventuale ingresso segnerebbe la fine dell'Unione europea rendendo impraticabile una vera integrazione politica (la Turchia diverrebbe lo Stato più grande e popoloso dell'Unione), nella stessa circostanza Giscard d'Estaing fa inoltre notare come la Turchia non possa essere considerata un paese europeo avendo il 95% della propria popolazione (oltre che la propria capitale) in un altro continente.

### Accademia di Francia
Nel 2003 è eletto membro dell'Académie française, succedendo a Léopold Sédar Senghor che fu il primo presidente del Senegal.
Nel 1995 è eletto membro dell'Accademia reale delle Scienze economiche e finanziarie di Spagna, e nel 2008 è eletto membro aggregato dell'Accademia Reale del Belgio, classe delle Lettere e delle Scienze morali e politiche.

### Membro del Consiglio costituzionale
In quanto ex presidente della Repubblica, è membro di diritto del Consiglio costituzionale. Ma ha accettato di entrare a far parte del prestigioso organismo solo dal 2005.

### Malattia e morte

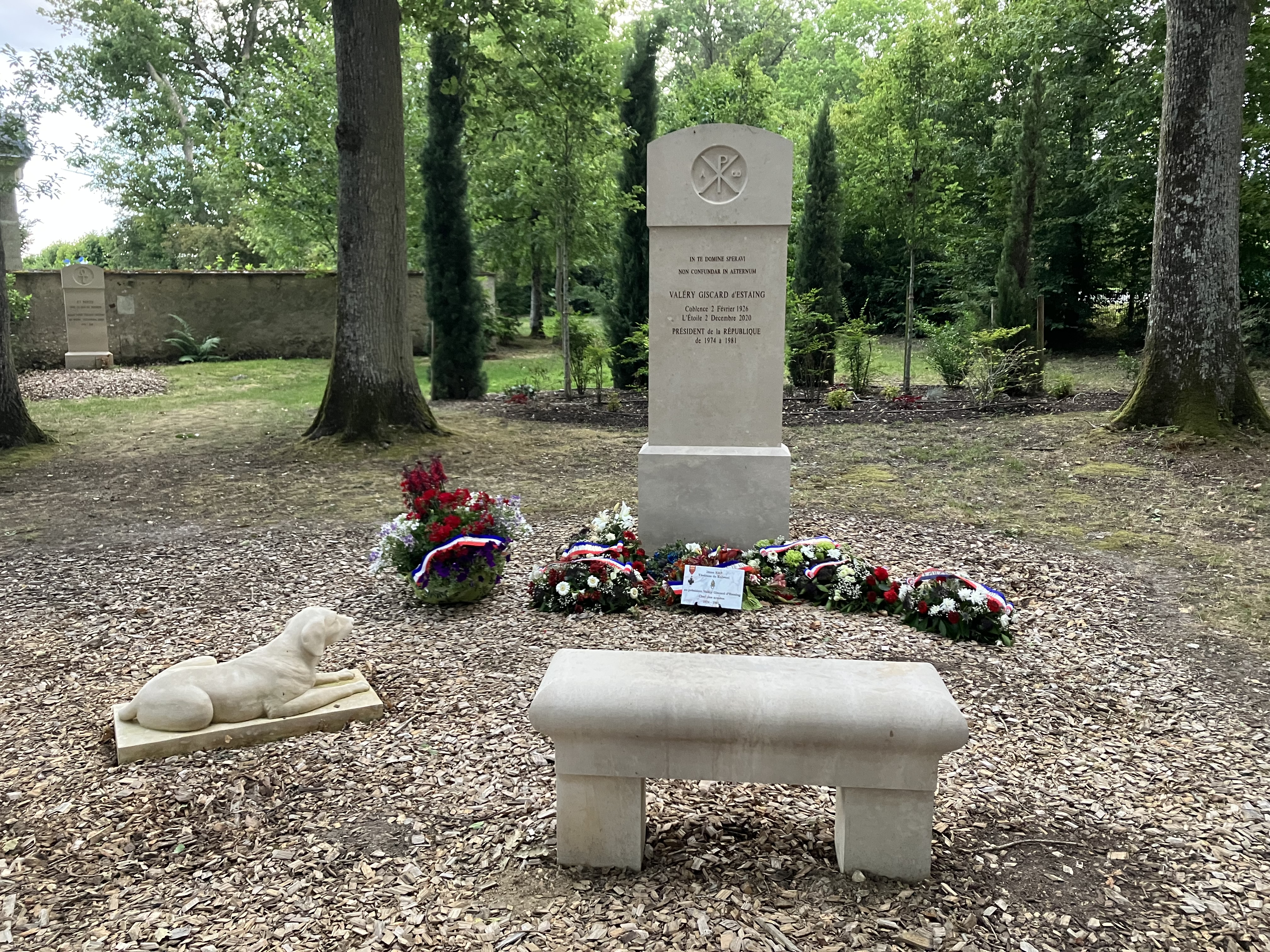
Tomba di Valéry Giscard d'Estaing ad Authon (2023)

Valéry Giscard d'Estaing è morto ad Authon il 2 dicembre 2020 all'età di 94 anni, per complicazioni da COVID-19, che aveva contratto durante un ricovero in ospedale. Dopo i funerali, celebrati in forma strettamente privata, è stato sepolto nella tomba di famiglia nel cimitero cittadino.
Il presidente Emmanuel Macron ha rilasciato una dichiarazione descrivendo Giscard d'Estaing come un "servitore dello Stato, un politico del progresso e della libertà"; il presidente ha dichiarato una giornata di lutto nazionale per Giscard d'Estaing il 9 dicembre. Gli ex presidenti Nicolas Sarkozy e François Hollande, la candidata alle presidenziali del 2017 Marine Le Pen, la cancelliera tedesca Angela Merkel e i leader dell'Unione europea Charles Michel, David Sassoli e Ursula von der Leyen hanno tutti rilasciato dichiarazioni elogiando gli sforzi di Giscard nel modernizzare la Francia e rafforzare le relazioni con l'Unione europea.
In conformità con le sue ultime volontà, espresse diversi anni prima della sua morte, non gli fu reso alcun omaggio nazionale e i suoi funerali si svolsero nell'intimità familiare, il 5 dicembre 2020, a Authon. Una quarantina di persone hanno partecipato alla cerimonia, celebrata da Jean-Pierre Batut, vescovo di Blois, e Jean-Michel Di Falco, nella chiesa del villaggio. La musica e i canti durante la cerimonia sono stati eseguiti dal soprano Karine Deshayes, dal violoncellista Roland Pidoux e dal pianista Alexandre Kantorow. Valéry Giscard d'Estaing fu poi sepolto accanto alla figlia Jacinte Giscard d'Estaing, in un terreno privato adiacente al municipio del villaggio. La sua bara era coperta dalle bandiere francese ed europea. La tomba è decorata con una statua del suo labrador Samba. La sua stele reca l'epitaffio « In te Domine speravi non confundar in aeternum » (« In te, Signore, ho posto la mia speranza; che io non resti deluso in eterno», Salmi, 31).

## Vita privata
Sposato con Anne-Aymone Sauvage de Brantes, ebbe quattro figli, uno dei quali, Louis, dal 2002 al 2012 è stato deputato all'Assemblée nationale, venendone eletto vice presidente il 7 luglio 2011. La figlia Valérie-Anne ha una galleria d'arte a Parigi con un'antenna a New York, l'altra figlia Jacinte è deceduta nel 2018. La nipote Aurore è stata sposata per alcuni anni con l'attore Timothy Hutton. Valéry Giscard d'Estaing indossava sempre completi grigi o blu marino dal taglio perfetto che ne mettevano in risalto la sua figura alta e snella, ma, a volte, si concedeva qualche eccentricità, come sfoggiare uno smoking verde. Il 27 maggio 1974, giorno dell'insediamento, rivoluzionò il cerimoniale recandosi a piedi all'Eliseo e, alla fine della giornata, risalendo sempre a piedi gli Champs-Elysées fino all'Arc de Triomphe. Anziché il frac, indossava un completo scuro, e al momento in cui gli venne consegnato il collare di Gran Maestro della Legion d'Onore si rifiutò d'indossarlo. Anche in occasione della posa per la foto ufficiale abbandonò la tradizione che dal 1870 voleva che il presidente della Repubblica si facesse ritrarre in frac e decorazioni. Infine, impose alla banda della Guardia Repubblicana di eseguire la Marsigliese in una versione meno marziale. Giscard ha sempre fatto sfoggio dei suoi interessi nel campo della musica classica e della letteratura. Meno esibita la sua passione per la caccia, soprattutto in paesi esotici. Parlava tedesco correntemente.

## Controversie
Durante la Presidenza della Convenzione europea tra il 2001 e il 2003, d'Estaing, presidente della Convenzione, rifiutò una lettera indirizzatagli da papa Giovanni Paolo II e affidata a un politico italiano, contenente un'esortazione del Pontefice a inserire un riferimento alle radici giudaico-cristiane dell'Unione.

## Opere
È autore di numerosi saggi e perfino di un romanzo rosa: Le passage (1994). Una versione ridotta dei primi due tomi delle sue memorie Le pouvoir et la vie è stata pubblicata in Italia nel 1994 con il titolo Il potere e la vita. Il terzo volume, Choisir, è uscito in Francia nel 2006, ma non è stato ancora tradotto in italiano.
Nel settembre 2009 è annunciata l'uscita di un suo nuovo romanzo, La Princesse et le Président, nel quale è narrata la storia d'amore fra due personaggi ricalcati sulla stessa figura dell'ex presidente della Repubblica e di Lady Diana.. Nel 1996, l'allora Principessa di Galles aveva preso parte a un gala di beneficenza a Versailles promosso dalla fondazione presieduta da Anne-Aymone Giscard d'Estaing. Dal canto suo, l'ex capo dello Stato ha dichiarato che il suo libro è basato su fatti di pura fantasia.

## Principali riconoscimenti
- Medaglia d'oro della fondazione Jean Monnet pour l'Europe (2001)
- Premio De Gaulle-Adenauer (2006)

### Onorificenze francesi

Valéry Giscard d'Estaing, Cavaliere dell'Ordine dei Serafini